# Billy Fiske
William Meade Lindsley Fiske III, noto Billy (New York, 4 giugno 1911 – Chichester, 17 agosto 1940) è stato un bobbista e militare statunitense.

## Biografia
Figlio di Beulah e William Fiske, ricca famiglia di banchieri del New England, studiò a Chicago e poi in Francia, dove scoprì lo sport del bob. Nel 1928, all'età di 16 anni, insieme al suo team di bob a 4, composto da Nion Tucker, Geoffrey Mason, Richard Parker e Clifford Gray vinse ai II Giochi olimpici invernali, disputatii a Sankt Moritz, Svizzera) la medaglia d'oro nel Bob a 4
La loro era la seconda squadra statunitense: superarono USA1, piazzata al secondo posto e vincitrice della medaglia d'argento e Germania1 (medaglia di bronzo). Fiske aveva solo 16 anni e fu il più giovane vincitore di medaglia d'oro.
Il tempo totalizzato fu di 3:20,5 con un minimo distacco dalla seconda nazionale classificata (3:21,0 e 3:21,9 gli altri tempi premiati). 
Dopo questa vittoria, continuò gli studi. In Inghilterra, frequentò il prestigiosissimo Trinity Hall di Cambridge studiando Economia e Storia. Si trasferì poi a Londra, per lavorare all'agenzia inglese di una banca di New York. 
Nel 1932, ai Giochi di Lake Placid, gli fu affidato il compito di essere il portabandiera degli Stati Uniti alla cerimonia di apertura. Della sua squadra di bob, era rimasto il solo Clifford Gray mentre i nuovi compagni erano Edward Eagan e Jay O'Brien (che aveva fatto parte del team di USA1 ai Giochi precedenti, vincendo l'argento).
La nuova squadra capitanata da Fiske vinse ancora una volta l'oro e il tempo fu di 7:53.68, staccando di due secondi l'altra squadra statunitense (7:55.70).
Alle Olimpiadi Invernali del 1936 che si tennero a Garmisch-Partenkirchen, però Fiske si rifiutò di partecipare: la sua scelta venne interpretata come una presa di posizione anti nazista. Un motivo che parve confermato quando, allo scoppio della guerra, Fiske si presentò volontario, arruolandosi come pilota nella RAF. Poiché era cittadino statunitense (e gli USA, all'epoca, erano neutrali), si fece passare per canadese. Partecipò così alla Battaglia d'Inghilterra. Ma il 16 agosto 1940, durante un combattimento, il suo Hurricane (P3358) fu colpito. Riuscì a riportarlo a terra benché avesse le mani bruciate. Estratto dai rottami dell'aereo, fu ricoverato in ospedale, dove però, morì due giorni dopo. Fu il primo caduto statunitense della guerra. Aveva 29 anni.
Venne sepolto al St Mary and St Blaise Churchyard, West Sussex, Inghilterra. Era parente di Jennison Heaton. Nel 1938, si era sposato con Rose, contessa di Warwick.

## Riconoscimenti
Venne istituito un trofeo in suo onore, il Billy Fiske Memorial Trophy.